# Denkmalgeschützte Objekte im Okres Senica

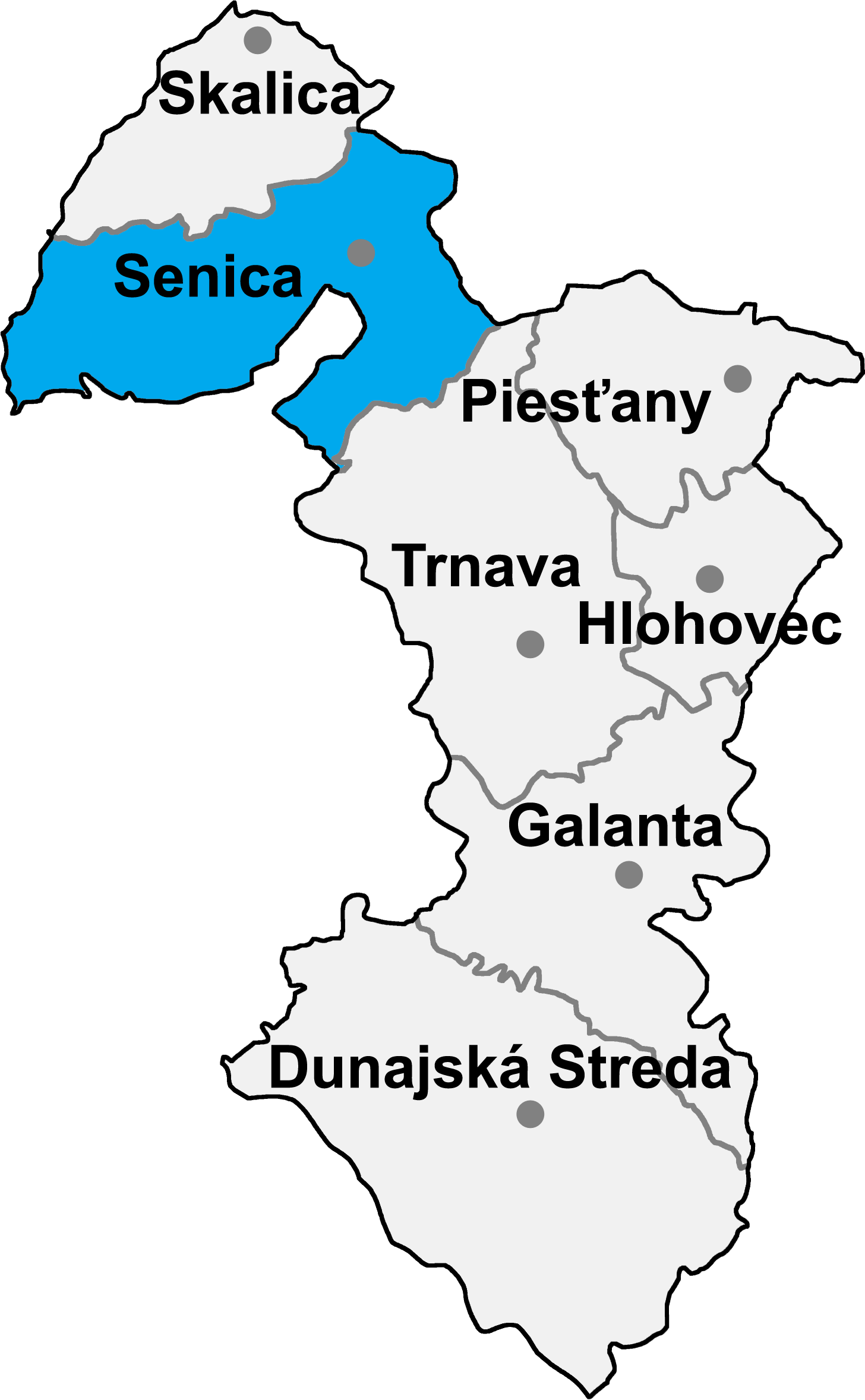

Im Okres Senica bestehen 143 denkmalgeschützte Objekte. Die unten angeführte Liste führt zu den Gemeindelisten und gibt die Anzahl der Objekte an. In Gemeinden, die nicht verlinkt sind, existieren keine geschützten Objekte.
| Gemeindeliste                                  | Objektanzahl |
| ---------------------------------------------- | ------------ |
| Bílkove Humence                                | 0            |
| Borský Mikuláš (Bursanktnikolaus)              | 7            |
| Borský Svätý Jur (Bursanktgeorgen)             | 2            |
| Cerová                                         | 19           |
| Čáry                                           | 1            |
| Častkov                                        | 0            |
| Dojč (Deutz)                                   | 1            |
| Hlboké                                         | 7            |
| Hradište pod Vrátnom (Hradisch)                | 1            |
| Jablonica (Jablonitz)                          | 5            |
| Koválov (Kowallow)                             | 0            |
| Kuklov (Kugelhof)                              | 1            |
| Kúty (Kutti)                                   | 4            |
| Lakšárska Nová Ves (Laxarneudorf)              | 2            |
| Moravský Svätý Ján (Sankt Johann an der March) | 1            |
| Osuské                                         | 1            |
| Plavecký Peter (Blasensteinsanktpeter)         | 32           |
| Podbranč (Podbrantsch)                         | 4            |
| Prietrž                                        | 1            |
| Prievaly (Schandorf)                           | 2            |
| Rohov                                          | 4            |
| Rovensko (Rabenskahof)                         | 0            |
| Rybky                                          | 0            |
| Sekule (Sekeln)                                | 7            |
| Senica (Senitz)                                | 11           |
| Smolinské                                      | 0            |
| Smrdáky                                        | 2            |
| Sobotište (Sobotischt)                         | 16           |
| Šajdíkove Humence                              | 0            |
| Šaštín-Stráže                                  | 10           |
| Štefanov                                       | 1            |